# Theretra intensa
Theretra intensa är en fjärilsart som beskrevs av Rothschild och Jordan 1903. Theretra intensa ingår i släktet Theretra och familjen svärmare. Inga underarter finns listade i Catalogue of Life.